# 戈納夫島
戈納夫島是海地的島嶼，位於太子港西北面的戈納夫灣，島嶼長60公里、闊15公里，面積743平方公里，是伊斯帕尼奧拉島附近面積最大的小島，島上最高點778米，2003年人口75,548，該島曾經是海盜的基地。
由于常年乱砍滥伐，戈纳夫岛上的植被基本上是次生林和灌木。另外，当地的自来水也很匮乏。